# Trượt tuyết đổ đèo tại Thế vận hội Mùa đông 2018
Trượt tuyết đổ đèo tại Thế vận hội Mùa đông 2018 diễn ra từ 12 tới 24 tháng 2 tại Yongpyong Alpine Centre (nội dung dích dắc và dích dắc lớn) thuộc Alpensia Sports Park ở Pyeongchang và tại Jeongseon Alpine Centre (các nội dung tốc độ) ở Jeongseon, Hàn Quốc.
Vào tháng 6 năm 2015, Ủy ban Olympic Quốc tế cho phép bổ sung thêm một nội dung hỗn hợp nam nữ, nâng tổng số nội dung của môn trượt tuyết đổ đèo lên mười một.

## Vòng loại
Có 320 suất được dành cho các vận động viên môn trượt tuyết đổ đèo. Mỗi ủy ban Olympic quốc gia được đăng ký tối đa hai muơi vận động viên, trong đó tối đa là 14 nam và 14 nữ. Có 16 quốc gia đủ điều kiện tham dự nội dung đồng đội lần đầu được tổ chức. Có hai tiêu chuẩn để xem xét tư cách tham dự: chuẩn A và chuẩn B.

## Lịch thi đấu
| Ngày                          | Thời gian   | Sự kiện           |
| ----------------------------- | ----------- | ----------------- |
| 13 tháng 2                    | 11:30 15:00 | Kết hợp nam       |
| 15 tháng 2                    | 10:00 13:45 | Dích dắc lớn nữ   |
| 15 tháng 2                    | 11:30       | Đổ dốc nam        |
| 16 tháng 2                    | 10:00 13:15 | Dích dắc nữ       |
| 16 tháng 2                    | 11:00       | Super-G nam       |
| 17 tháng 2                    | 12:00       | Super-G nữ        |
| 18 tháng 2                    | 10:15 13:45 | Dích dắc lớn nam  |
| 21 tháng 2                    | 11:00       | Đổ dốc nữ         |
| 22 tháng 2                    | 10:00 13:30 | Dích dắc nam      |
| 22 tháng 2                    | 11:30 15:00 | Kết hợp nữ        |
| 24 tháng 2                    | 11:00       | Nội dung đồng đội |
| Nguồn: Giờ thi đấu là (UTC+9) |             |                   |

Ghi chú
- Đổ dốc nam bị hoãn (do gió lớn) từ 11 sang 15 tháng 2.[5]
- Dích dắc lớn nữ bị hoãn (do gió lớn) từ 12 sang 15 tháng 2.[6]
- Dích dắc nữ bị hoãn (do gió lớn) từ 14 sang 16 tháng 2.[7]
- Super-G nam bị hoãn (trùng lịch) từ 15 sang 16 tháng 2.
- Kết hợp nữ được đẩy lên sớm một ngày (do dự báo về gió lớn) từ 23 sang 22 tháng 2.[8]

### Thông tin địa điểm thi đấu
| Ngày       | Nội dung              | Độ cao xuất phát   | Độ cao về đích   | Khoảng cách thẳng đứng | Chiều dài           | Độ dốc trung bình |
| ---------- | --------------------- | ------------------ | ---------------- | ---------------------- | ------------------- | ----------------- |
| 15 tháng 2 | Đổ dốc - nam          | 1.370 m (4.495 ft) | 545 m (1.788 ft) | 825 m (2.707 ft)       | 2,965 km (1,842 mi) | 27.8%             |
| 21 tháng 2 | Đổ dốc - nữ           | 1.275 m (4.183 ft) | 545 m (1.788 ft) | 730 m (2.395 ft)       | 2,775 km (1,724 mi) | 26.3%             |
| 13 tháng 2 | Đổ dốc – (SC) - nam   | 1.195 m (3.921 ft) | 545 m (1.788 ft) | 650 m (2.133 ft)       | 2,050 km (1,274 mi) | 31.7%             |
| 22 tháng 2 | Đổ dốc – (SC) - nữ    | 1.275 m (4.183 ft) | 545 m (1.788 ft) | 730 m (2.400 ft)       | 2,775 km (1,724 mi) | 26.3%             |
| 16 tháng 2 | Super-G - nam         | 1.195 m (3.921 ft) | 545 m (1.788 ft) | 650 m (2.133 ft)       | 2,322 km (1,443 mi) | 28%               |
| 17 tháng 2 | Super-G - nữ          | 1.130 m (3.707 ft) | 545 m (1.788 ft) | 585 m (1.919 ft)       | 2,010 km (1,249 mi) | 29.1%             |
| 18 tháng 2 | Dích dắc lớn - nam    | 1.405 m (4.610 ft) | 965 m (3.166 ft) | 440 m (1.444 ft)       | 1,326 km (0,824 mi) | 33.2%             |
| 15 tháng 2 | Dích dắc lớn - nữ     | 1.365 m (4.478 ft) | 965 m (3.166 ft) | 400 m (1.312 ft)       | 1,250 km (0,777 mi) | 32,0%             |
| 22 tháng 2 | Dích dắc - nam        | 1.176 m (3.858 ft) | 965 m (3.166 ft) | 211 m (692 ft)         | 0,575 km (0,357 mi) | 36.7%             |
| 16 tháng 2 | Dích dắc - nữ         | 1.169 m (3.835 ft) | 965 m (3.166 ft) | 204 m (669 ft)         | 0,556 km (0,345 mi) | 36.7%             |
| 13 tháng 2 | Dích dắc – (SC) - nam | 745 m (2.444 ft)   | 545 m (1.788 ft) | 200 m (656 ft)         | 0,521 km (0,324 mi) | 38.4%             |
| 22 tháng 2 | Dích dắc – (SC) - nữ  | 724 m (2.375 ft)   | 545 m (1.788 ft) | 179 m (587 ft)         | 0,515 km (0,320 mi) | 34.8%             |
| 24 tháng 2 | Nội dung đồng đội     | 1.041 m (3.415 ft) | 961 m (3.153 ft) | 80 m (262 ft)          | 0,265 km (0,165 mi) | 30.2%             |

- Dữ liệu ước tính từ Olympic.[9][10][11][12][13][14][15][16][17][18][19][20][21][22]

## Tổng kết huy chương

### Bảng tổng sắp
| Hạng               | Đoàn                | Vàng | Bạc | Đồng | Tổng số |
| ------------------ | ------------------- | ---- | --- | ---- | ------- |
| 1                  | Áo (AUT)            | 3    | 2   | 2    | 7       |
| 2                  | Thụy Sĩ (SUI)       | 2    | 3   | 2    | 7       |
| 3                  | Thụy Điển (SWE)     | 2    | 0   | 0    | 2       |
| 4                  | Na Uy (NOR)         | 1    | 4   | 2    | 7       |
| 5                  | Hoa Kỳ (USA)        | 1    | 1   | 1    | 3       |
| 6                  | Ý (ITA)             | 1    | 0   | 1    | 2       |
| 7                  | Cộng hòa Séc (CZE)  | 1    | 0   | 0    | 1       |
| 8                  | Pháp (FRA)          | 0    | 1   | 2    | 3       |
| 9                  | Liechtenstein (LIE) | 0    | 0   | 1    | 1       |
| Tổng số (9 đơn vị) | Tổng số (9 đơn vị)  | 11   | 11  | 11   | 33      |

### Nam
| Nội dung     | Vàng                       | Vàng    | Bạc                          | Bạc     | Đồng                         | Đồng    |
| ------------ | -------------------------- | ------- | ---------------------------- | ------- | ---------------------------- | ------- |
| Đổ dốc       | Aksel Lund Svindal · Na Uy | 1:40.25 | Kjetil Jansrud · Na Uy       | 1:40.37 | Beat Feuz · Thụy Sĩ          | 1:40.43 |
| Super-G      | Matthias Mayer · Áo        | 1:24.44 | Beat Feuz · Thụy Sĩ          | 1:24.57 | Kjetil Jansrud · Na Uy       | 1:24.62 |
| Dích dắc lớn | Marcel Hirscher · Áo       | 2:18.04 | Henrik Kristoffersen · Na Uy | 2:19.31 | Alexis Pinturault · Pháp     | 2:19.35 |
| Dích dắc     | André Myhrer · Thụy Điển   | 1:38.99 | Ramon Zenhäusern · Thụy Sĩ   | 1:39.33 | Michael Matt · Áo            | 1:39.66 |
| Kết hợp      | Marcel Hirscher · Áo       | 2:06.52 | Alexis Pinturault · Pháp     | 2:06.75 | Victor Muffat-Jeandet · Pháp | 2:07.54 |

### Nữ
| Nội dung     | Vàng                         | Vàng    | Bạc                        | Bạc     | Đồng                           | Đồng    |
| ------------ | ---------------------------- | ------- | -------------------------- | ------- | ------------------------------ | ------- |
| Đổ dốc       | Sofia Goggia · Ý             | 1:39.22 | Ragnhild Mowinckel · Na Uy | 1:39.31 | Lindsey Vonn · Hoa Kỳ          | 1:39.69 |
| Super-G      | Ester Ledecká · Cộng hòa Séc | 1:21.11 | Anna Veith · Áo            | 1:21.12 | Tina Weirather · Liechtenstein | 1:21.22 |
| Dích dắc lớn | Mikaela Shiffrin · Hoa Kỳ    | 2:20.02 | Ragnhild Mowinckel · Na Uy | 2:20.41 | Federica Brignone · Ý          | 2:20.48 |
| Dích dắc     | Frida Hansdotter · Thụy Điển | 1:38.63 | Wendy Holdener · Thụy Sĩ   | 1:38.68 | Katharina Gallhuber · Áo       | 1:38.95 |
| Kết hợp      | Michelle Gisin · Thụy Sĩ     | 2:20.90 | Mikaela Shiffrin · Hoa Kỳ  | 2:21.87 | Wendy Holdener · Thụy Sĩ       | 2:22.34 |

### Nội dung đồng đội
| Nội dung         | Vàng                                                                                               | Bạc | Đồng |
| ---------------- | -------------------------------------------------------------------------------------------------- | --- | --- |
| Đồng đội hỗn hợp | Thụy Sĩ (SUI) · Luca Aerni · Denise Feierabend · Wendy Holdener · Daniel Yule · Ramon Zenhäusern · | Áo (AUT) · Stephanie Brunner · Manuel Feller · Katharina Gallhuber · Katharina Liensberger · Michael Matt · Marco Schwarz | Na Uy (NOR) · Sebastian Foss-Solevåg · Nina Haver-Løseth · Leif Kristian Nestvold-Haugen · Kristin Lysdahl · Jonathan Nordbotten · Maren Skjøld |

## Quốc gia tham dự
Có tổng cộng 322 vận động viên từ 80 quốc gia (bao gồm cả các vận động viên của Nga được IOC chỉ định) tham dự (số vận động viên trong ngoặc).
- Albania (2)
- Andorra (3)
- Argentina (2)
- Armenia (1)
- Úc (3)
- Áo (22)
- Azerbaijan (1)
- Belarus (2)
- Bỉ (4)
- Bolivia (1)
- Bosna và Hercegovina (2)
- Brasil (1)
- Bulgaria (3)
- Canada (14)
- Chile (3)
- Trung Quốc (2)
- Colombia (1)
- Croatia (10)
- Síp (1)
- Cộng hòa Séc (9)
- Đan Mạch (2)
- Đông Timor (1)
- Eritrea (1)
- Estonia (2)
- Phần Lan (2)
- Pháp (22)
- Gruzia (2)
- Đức (14)
- Anh Quốc (4)
- Hy Lạp (2)
- Hồng Kông (1)
- Hungary (4)
- Iceland (2)
- Iran (2)
- Ireland (2)
- Israel (1)
- Ý (20)
- Nhật Bản (4)
- Kazakhstan (2)
- Kenya (1)
- Kosovo (1)
- Kyrgyzstan (1)
- Latvia (2)
- Liban (2)
- Liechtenstein (2)
- Litva (2)
- Luxembourg (1)
- Macedonia (1)
- Madagascar (1)
- Malaysia (1)
- Malta (1)
- México (2)
- Moldova (1)
- Monaco (2)
- Montenegro (2)
- Maroc (1)
- New Zealand (3)
- CHDCND Triều Tiên (3)
- Na Uy (11)
- Vận động viên Olympic từ Nga (5)
- Pakistan (1)
- Philippines (1)
- Ba Lan (3)
- Bồ Đào Nha (1)
- Puerto Rico (1)
- România (2)
- San Marino (1)
- Serbia (3)
- Slovakia (7)
- Slovenia (11)
- Nam Phi (1)
- Hàn Quốc (4)
- Tây Ban Nha (2)
- Thụy Điển (10)
- Thụy Sĩ (22)
- Thái Lan (2)
- Thổ Nhĩ Kỳ (2)
- Ukraina (2)
- Hoa Kỳ (22)
- Uzbekistan (1)